# Borgo metropolitano di Camberwell
Il borgo metropolitano di Camberwell fu un municipio inglese della vecchia contea di Londra esistito fra il 1900 e il 1965.

## Storia

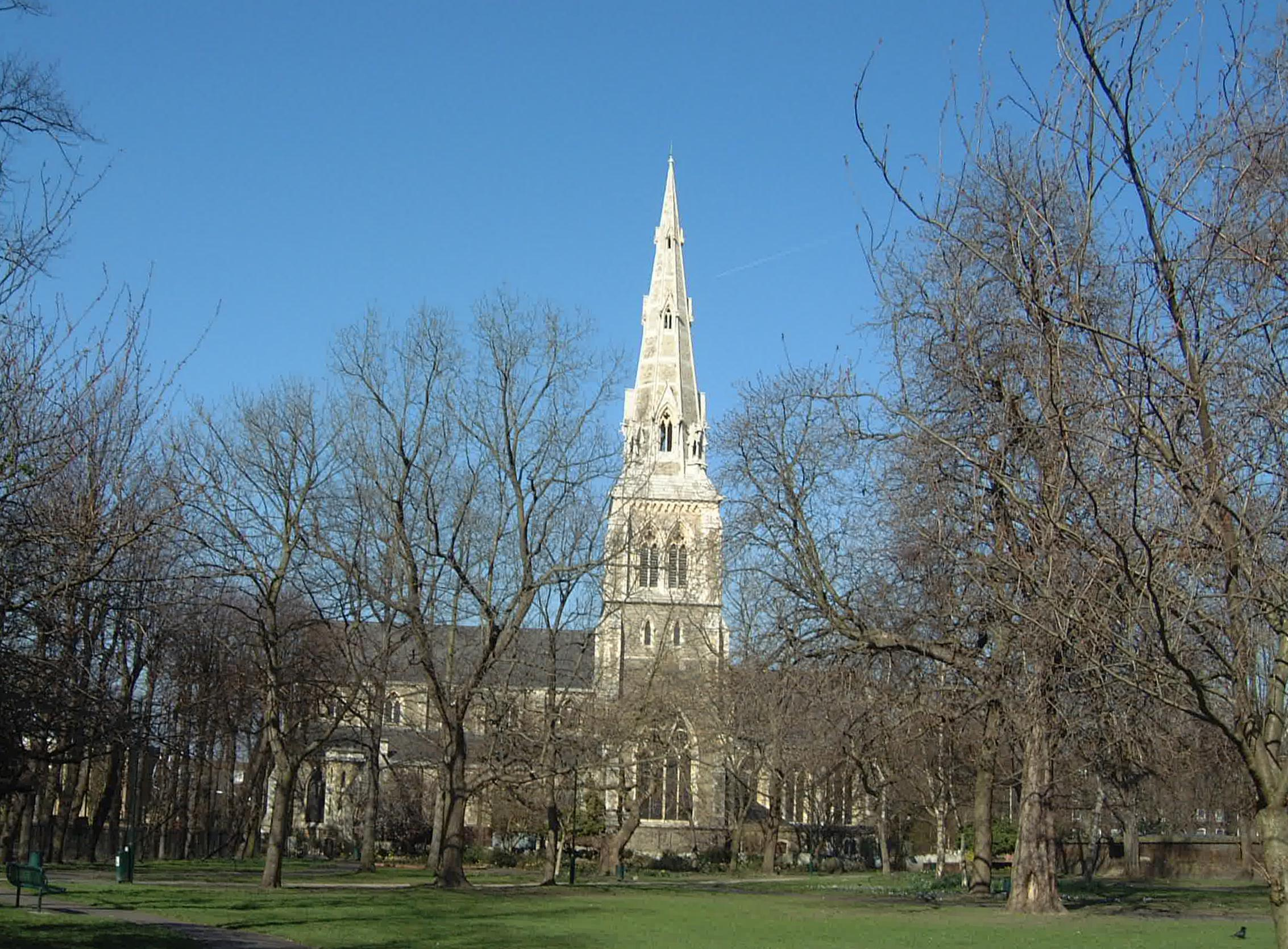
St Giles

Il municipio fu istituito sulla vecchia parrocchia di Camberwell, e fu subito sottoposto all'autorità provinciale del Consiglio della Contea di Londra. Esteso per 18 km², aveva una popolazione di 250.000 abitanti ad inizio Novecento e di 170.000 residenti nei primi anni sessanta.
Nel 1965 il comune andò a formare l'odierno borgo londinese di Southwark.